# كرونة دنماركية
الكرونة الدنماركية (الدنماركية: [ˈkʰʁoːnə] ; الجمع: كرونة ؛ العلامة : كرونة. ؛ الكود : DKK ) هي العملة الرسمية للدنمارك وجرينلاند وجزر فارو، قُدِّمَت في 1 يناير 1875.  يُستخدم كل من رمز ISO "DKK" وعلامة العملة "kr" بشكل شائع؛ حيث يسبق الأول القيمة، بينما يتبعه الأخير في بعض السياقات. يُشار إلى العملة أحيانًا باسم الكرونة الدنماركي في اللغة الإنجليزية، حيث أن الكرونة تعني حرفيًا التاج. سُكَّت عملات الكرونة في الدنمارك منذ القرن السابع عشر.
قُسِّمَت الكرونة إلى 100 إيري (بالدنماركية: [ˈøːɐ]؛ بصيغة المفرد والجمع)، ويُرجح أن اسم "إيري" مشتق من الكلمة اللاتينية التي تعني الذهب. يوجد إجمالًا أحد عشر فئة من الكرونة، وأصغرها هي عملة 50 إيري (نصف كرونة). سابقًا، كانت هناك المزيد من عملات الأوره، لكنها أُلغيت بسبب التضخم.
رُبِطَت الكرونة باليورو عبر آلية سعر الصرف الأوروبية الثانية (ERM II) ، وهي آلية سعر الصرف في الاتحاد الأوروبي. إن اعتماد اليورو يحظى بتأييد بعض الأحزاب السياسية الرئيسية؛ ومع ذلك، فقد هُزم الاستفتاء الذي جرى عام 2000 بشأن الانضمام إلى منطقة اليورو، حيث صوت 53.2% لصالح الحفاظ على الكرونة وصوت 46.8% لصالح الانضمام إلى منطقة اليورو.

## تاريخ
أقدم عملة دنماركية معروفة هي عملة بنس (penning) سُكَّت في الفترة من 825 إلى 840 م،  ولكن أقدم عملية سك منتظمة أنتجت ما يسمى بـ korsmønter ( تترجم حرفيا. cross coins) سُكَّت بواسطة هارالد بلوتوث في أواخر القرن العاشر.  قُدِّمَت عملية سك العملة المنظمة في الدنمارك على نطاق أوسع في عهد كنوت الأكبر في عشرينيات القرن الحادي عشر. كانت لند (الآن في السويد) مكان سك العملات الرئيسي وواحدة من أهم مدن الدنمارك في العصور الوسطى، ولكن سُكَّت العملات المعدنية أيضًا في روسكيلد، وسلاجيلس، وأودنس، وألبورج، وأرهوس، وفيبورغ، وريب، وأوربيك، وهيديبي. لمدة تقرب من 1000 عام، كان الملوك الدنماركيون - مع بعض الاستثناءات - يصدرون عملات معدنية تحمل اسمهم، أو الأحرف الأولى من أسمائهم، أو صورهم. 
كانت العملات الدنماركية تعتمد بشكل عام على معيار الفضة الكارولنجية، حيث كان هناك 12 بنًا للسكيلينغ و20 سكيلينغ للجنيه؛ وفي وقت لاحق، 16 سكيلينغ للمارك. كان محتوى المعدن في العملات المعدنية المسكوكة عرضة للتخفيض على مر القرون، وهي طريقة سهلة لتوليد الدخل للملك و/أو الدولة. كانت الضرائب تُفرض أحيانًا من خلال سك العملات، مثل استبدال العملات المعدنية المسلمة بعملات معدنية جديدة تُوَزَّع بمحتوى فضي أقل.  نتيجة غش بالعملات، بدأ الجمهور يفقد الثقة في العملات المعدنية المعنية. أُصلِحَت العملة الدنماركية عدة مرات في محاولات لاستعادة ثقة الجمهور في العملات المعدنية، وأُصدِرَت لاحقًا في شكل أموال ورقية. 
لقد استخدمت الدنمارك العديد من أنظمة العملة المختلفة منذ القرن السادس عشر إلى القرن التاسع عشر. كانت الكرونة (حرفيًا "التاج") موجودًا منذ وقت مبكر من عام 1513 كوحدة حسابية قيمتها 8 مارك. ومع ذلك، كان هناك استخدام عام أكثر حتى عام 1813، وهو ما يعادل كرونة أو شليخت دالر بقيمة 2⁄3 ريغسدالر، 4 مارك، أو 64 سكلنغ.
قُدِّمَت الكرونة الحديثة كعملة للدنمارك في يناير 1875. لقد استبدلت الريغسدالر بمعدل 2 كرونة = 1 ريغسدالر. وقد أدى هذا إلى وضع الكرونة على معيار الذهب بمعدل 2480 كرونة = 1 كيلوغرام من الذهب الخالص. وشهد الجزء الأخير من القرن الثامن عشر ومعظم القرن التاسع عشر توسعًا في النشاط الاقتصادي وبالتالي تزايدت الحاجة إلى وسائل دفع أسهل في التعامل من العملات المعدنية. ونتيجة لذلك، اُستُخدِمَت الأوراق النقدية بشكل متزايد بدلاً من العملات المعدنية. 
كان تقديم الكرونة الجديدة نتيجة للاتحاد النقدي الإسكندنافي ‏، الذي دخل حيز التنفيذ في عام 1873 (واعتُمِدَت العملات المعدنية بعد عامين) واستمر حتى الحرب العالمية الأولى. كانت أطراف الاتحاد هي الدول الإسكندنافية الثلاث، حيث كان الاسم krone في الدنمارك والنرويج وkrona في السويد، وهي كلمة تعني حرفيًا "تاج" في جميع اللغات الثلاث. كانت العملات الثلاث تعتمد على معيار الذهب، مع تحديد الكرونة على النحو التالي: 1⁄2480 كيلو غرام من الذهب الخالص.[بحاجة لمصدر]
انتهى الاتحاد النقدي الاسكندنافي في عام 1914 عندما تُخُلِّيَ عن قاعدة الذهب. قررت الدنمارك، والسويد، والنرويج الاحتفاظ بأسماء عملاتها المنفصلة الآن.[بحاجة لمصدر]
عادت الدنمارك إلى معيار الذهب في عام 1924، لكنها تركته بشكل دائم في عام 1931. بين عامي 1940 و1945، كانت الكرونة مرتبطة بالمارك الألماني. بعد انتهاء الاحتلال الألماني، أُدخل سعر 24 كرونة مقابل الجنيه الإسترليني، وخُفِّض إلى 19.34 (4.8 كرونة = 1 دولار أمريكي) في أغسطس من نفس العام. في إطار نظام بريتون وودز، قامت الدنمارك بخفض قيمة عملتها بالجنيه الإسترليني في عام 1949 إلى معدل 6.91 جنيه إسترليني مقابل الدولار. وقد أدى تخفيض آخر لقيمة العملة في عام 1967 إلى وصول سعر الصرف إلى 7.5 كرونة.[بحاجة لمصدر]
سُكَّت الكرونة الدنماركية بواسطة دار سك العملة الملكية الدنماركية ‏ ، وطُبِعَت الأوراق النقدية بواسطة البنك الوطني الدنماركي حتى عام 1975، عندما أصبحت دار سك العملة تابعة للبنك الوطني. في عام 2014، تقرر وقف سك وطباعة الكرونة في الدنمارك، ولكن سيُستعان بمصادر خارجية للقيام بهذه المهمة، وفي 20 ديسمبر 2016، قام البنك الوطني بطباعة آخر الأوراق النقدية. 

## الحالة الحالية

### العلاقة مع اليورو
لم تقم الدنمارك بإدخال اليورو، بعد رفضه في استفتاء عام 2000، ولكن الكرونة الدنماركية مرتبطة ارتباطًا وثيقًا باليورو (بمعدل 7.46038 ± 2.25%) في آلية سعر الصرف الأوروبية الثانية، وهي آلية سعر الصرف في الاتحاد الأوروبي. تحد الدنمارك دولة عضو في منطقة اليورو، وهي ألمانيا، ودولة عضو أخرى في الاتحاد الأوروبي، وهي السويد، والتي ملزمة قانونًا بالانضمام إلى اليورو في المستقبل (على الرغم من أن السويد تؤكد أن الانضمام إلى آلية سعر الصرف الأوروبية الثانية طوعي، وبالتالي تتجنب تبني اليورو في الوقت الحالي).

### جزر فارو وجرينلاند
تستخدم جزر فارو نسخة محلية غير مستقلة من الكرونة الدنماركية، تُعرف باسم الكرونة الفاروية المرتبطة بالكرونة الدنماركية على قدم المساواة، باستخدام سلسلة العملات الدنماركية، ولكن لديها سلسلة خاصة بها من الأوراق النقدية المميزة، والتي صدرت لأول مرة في الخمسينيات من القرن العشرين وحُدِّثَت لاحقًا في السبعينيات والعقد الأول من القرن الحادي والعشرين.
اعتمدت جرينلاند قانون الأوراق النقدية في عام 2006 بهدف تقديم أوراق نقدية جرينلاندية منفصلة. وقد دخل القانون حيز التنفيذ في الأول من يونيو 2007. في خريف عام 2010، أشارت الحكومة الجرينلاندية الجديدة إلى أنها لا ترغب في تقديم أوراق نقدية جرينلاندية منفصلة، وأوقف بنك الدنمارك الوطني المشروع الهادف إلى تطوير سلسلة من العملات الجرينلاندية. ومع ذلك، لا تزال جرينلاند تستخدم الكرونة الدنماركية باعتبارها العملة الرسمية الوحيدة. تاريخيًا، أصدرت جرينلاند تحت الإدارة الاستعمارية أوراقًا نقدية مميزة بين عامي 1803 و1968، إلى جانب العملات المعدنية بين عامي 1926 و1964 (انظر ريغسدالر جرينلاند والكرونة جرينلاندية).
جزر فارو وجرينلاند لديها رموز رقم الحساب المصرفي الدولي خاصة بها (FO وGL، بينما الدنمارك لديها DK). تعتبر التحويلات بين البلدان بمثابة تحويلات دولية برسوم دولية، خارج قواعد الاتحاد الأوروبي.

## عملات معدنية

### السبائك ومخطط الألوان
يهدف تصميم سلسلة العملات المعدنية إلى ضمان سهولة التمييز بين العملات المعدنية عن بعضها البعض:
وبناءً على ذلك، تُقَسَّم السلسلة إلى ثلاثة تسلسلات، كل منها يتميز بلونه المعدني الخاص. لهذا التقسيم جذور في التاريخ. في الأوقات السابقة، كانت قيمة العملات المعدنية تعادل قيمة المعدن الذي سُكَّت منه: كان الذهب يستخدم للعملات المعدنية من أعلى الفئات، والفضة للفئة التالية الأعلى، والنحاس للفئات المعدنية الأقل. ولقد اُحتُفِظَ بهذا الارتباط بين اللون والقيمة في سلسلة العملات الحالية (انظر الأمثلة على اليمين). وهكذا سُكَّت العملات المعدنية من فئة 50 إيري من البرونز الملون بالنحاس، والعملات المعدنية من فئة 1 و2 و5 كرونة من سبيكة نحاسية ونيكل فضية اللون، والعملات المعدنية من فئة 10 و20 كرونة من البرونز الذهبي والألومنيوم.
تختلف العملات في الحجم والوزن وحوافها. يزداد قطر العملات ووزنها مع ارتفاع قيمتها داخل كل مجموعة. تتميز عملات 50 أوره و10 كرونة بحواف ملساء، بينما تحتوي عملات 1 و5 كرونة على حواف مسننة. أما عملات 2 و20 كرونة، فحوافها تحتوي على تسنين متقطع. تحتوي عملات 1 و2 و5 كرونة على ثقب في الوسط. يسهل استخدام هذه الميزات المختلفة على المكفوفين وضعاف البصر التمييز بين العملات.

### العملات التذكارية والموضوعية
تتمتع عملات البرنامج بنفس الحجم والتركيبة المعدنية للعملات المعدنية العادية من فئتها.
بدأت السلسلة الأولى من عملات 20 كرونة، التي تصوّر أبراجًا في الدنمارك، بين عامي 2002 و2007 وشملت عشرة تصاميم مختلفة. عند اختيار الأبراج، لم يكن التركيز فقط على جمالها، بل أيضًا على تنوع أشكالها ووظائفها ومواقعها في مختلف مناطق الدنمارك وجزر فارو وجرينلاند. أُصدرت آخر عملة في السلسلة، التي تحمل صورة قاعة مدينة كوبنهاغن، في يونيو 2007، مما أنهى هذه السلسلة.
بدأت السلسلة الثانية من عملات 20 كرونة في عام 2007، وتضمنت اثني عشر تصميمًا مختلفًا، أُصدر منها عشرة بحلول نوفمبر 2011. تسلط هذه السلسلة الضوء على دور الدنمارك كدولة بحرية، حيث تعرض سفنًا أيقونية من الدنمارك وجزر فارو وجرينلاند، وتعكس، مثل السلسلة السابقة التي ركزت على الأبراج، معالم بارزة في تاريخ بناء السفن في الدول الثلاث.
في عام 2005، أصدر البنك الوطني الدنماركي أول عملة تذكارية من سلسلة مكونة من خمس عملات بقيمة 10 كرونات تحمل زخارف من حكايات هانس كريستيان أندرسن الخيالية. اختيرت الزخارف الموضحة على العملات المعدنية لتوضيح جوانب وموضوعات مختلفة محورية في القصص الخيالية، حيث أُصدِرَت العملة المعدنية الخامسة والأخيرة المستوحاة من قصة العندليب ‏ في 25 أكتوبر 2007.  في عام 2007، ومع انتهاء سلسلة القصص الخيالية، تم تقديم سلسلة ثانية من ثلاث عملات تذكارية بقيمة 10 كرونة، احتفالاً بالسنة القطبية الدولية. تتميز العملات المعدنية بزخارف مثل الدب القطبي، و"دورية سيريوس سليدج" و"الشفق القطبي"، وتهدف إلى إبراز البحث العلمي على خلفية الثقافة والجغرافيا في جرينلاند. العملة الثالثة والأخيرة بعنوان "الأضواء الشمالية" أشارت إلى اكتمال السلسلة في عام 2009. 

## الأوراق النقدية
معظم الأوراق النقدية الدنماركية (مع بعض الاستثناءات) الصادرة بعد عام 1945 صالحة كوسيلة للدفع. أُصدِرَت الأوراق النقدية منذ عام 1945 بالقيم التالية: 5 كرونة، 10 كرونة، 20 كرونة، 50 كرونة، 100 كرونة، 200 كرونة، 500 كرونة، و1000 كرونة.
في 30 نوفمبر 2023، أُعلن أن جميع الأوراق النقدية الصادرة قبل عام 2009 لن تكون صالحة للتداول القانوني اعتبارًا من 31 مايو 2025.  كما ستُزال الأوراق النقدية بقيمة 1000 كرونة في نفس التاريخ بشكل تدريجي.  سيستمر البنك الوطني الدنماركي في قبول الأوراق النقدية التي تم التخلص منها تدريجيًا حتى 31 مايو 2026. 

### سلسلة 1944
طُوِّرَت سلسلة 1944، المعروفة باسم سلسلة الاستبدال، سراً في عامي 1943 و1944 وصممها الرسام الدنماركي جيرهارد هيلمان ‏. 
أوراق نقدية من الدنمارك، سلسلة 1944 :
| 5 كرونة                                                                                        | 130 × 72 مم  |  | أزرق      | أرقام من 5                         | الوريدات، شعار النبالة الأصغر |      | 1945 | 1954         |              |
| 10 كرونة                                                                                       | 131 × 80 مم  |  | البرتقالي |                                    | الوريدات، شعار النبالة الأصغر | 1944 | 1945 | 1954         |              |
| 10 كرونة                                                                                       | 130 × 80 مم  |  | أخضر      | أعشاب بحرية                        | الوريدات، شعار النبالة الأصغر |      | 1947 | 1954         |              |
| 50 كرونة                                                                                       | 159 × 100 مم |  | أرجواني   | قارب مع الصيادين                   | الوريدات، شعار النبالة الأصغر |      | 1945 | 31 مايو 2025 | 31 مايو 2026 |
| 100 كرونة                                                                                      | 159 × 100 مم |  | أخضر      | ديكورات الأعشاب البحرية والدلافين  | الوريدات، شعار النبالة الأصغر |      | 1945 | 31 مايو 2025 | 31 مايو 2026 |
| 500 كرونة                                                                                      | 174 × 108 مم |  | أحمر      | مزارع خلف المحراث الذي تجره الخيول | الوريدات، شعار النبالة الأصغر |      | 1945 | 31 مايو 2025 | 31 مايو 2026 |
| هذه الصور بمقياس 0.7 بكسل لكل مليمتر. لمعرفة معايير الجدول، راجع جدول مواصفات الأوراق النقدية. |              |  |           |                                    |                               |      |      |              |              |

### سلسلة 2009
بدأت عملية تصميم أوراق "الجسر" النقدية في عام 2006 بواسطة البنك الوطني الدنماركي.  موضوع الأوراق النقدية الجديدة هو الجسور الدنماركية والمناظر الطبيعية المحيطة بها، أو تفاصيل من هذه المناظر الطبيعية. اختارت الفنانة الدنماركية كارين بيرجيت لوند تفسير هذا الموضوع بطريقتين: الجسور كروابط بين مختلف أجزاء الدنمارك وكروابط بين الماضي والحاضر. يمثل الحاضر من خلال الجسور، والماضي من خلال خمسة أشياء ما قبل التاريخ المميزة التي عُثِرَ عليها بالقرب من الجسور. من بين ميزات الأمان الجديدة وجود نافذة ذات نمط موجة متحركة. ومن بين الميزات الأخرى هو وجود صورة ثلاثية الأبعاد جديدة ومتطورة تعكس الضوء بألوان مختلفة. وتتمتع الأوراق النقدية الجديدة أيضًا بخصائص الأمان التقليدية مثل العلامة المائية وخيط الأمان المخفي.
| قيمة       | أبعاد       | اللون الرئيسي | اللون الرئيسي | وصف                  | وصف                  | وصف                                                       | تاريخ         | تاريخ          | تاريخ        | تاريخ          |
| قيمة       | أبعاد       | اللون الرئيسي | اللون الرئيسي | الوجه الأمامي        | الوجه الخلفي         | علامة مائية                                               | الطبعة الأولى | الإصدار        | السحب        | تاريخ الإنتهاء |
| ---------- | ----------- | ------------- | ------------- | -------------------- | -------------------- | --------------------------------------------------------- | ------------- | -------------- | ------------ | -------------- |
| 50 كرونة   | 125 × 72 مم |               | بنفسجي        | جسر سالينغسوند       | وعاء سكاربسالينغ     | الفئة النقدية وسفينة الفايكنغ "سكولدليف" في مضيق روسكيلده | 2009          | 11 أغسطس 2009  | مستمر        | مستمر          |
| 100 كرونة  | 135 × 72 مم |               | برتقالي-أصفر  | جسر ليتل بيلت        | خنجر هندسجافل        | الفئة النقدية وسفينة الفايكنغ "سكولدليف" في مضيق روسكيلده | 2010          | 4 مايو 2010    | مستمر        | مستمر          |
| 200 كرونة  | 145 × 72 مم |               | أخضر          | جسر كنبلسبرو         | صفيحة حزام لانغستروب | الفئة النقدية وسفينة الفايكنغ "سكولدليف" في مضيق روسكيلده | 2010          | 19 أكتوبر 2010 | مستمر        | مستمر          |
| 500 كرونة  | 155 × 72 مم |               | أزرق          | جسر الملكة ألكسندرين | دلو كيلدبي البرونزي  | الفئة النقدية وسفينة الفايكنغ "سكولدليف" في مضيق روسكيلده | 2011          | 15 فبراير2011  | مستمر        | مستمر          |
| 1000 كرونة | 165 × 72 مم |               | أحمر          | جسر غريت بيلت        | عربة الشمس تروندولم  | الفئة النقدية وسفينة الفايكنغ "سكولدليف" في مضيق روسكيلده | 2011          | 24 مايو 2011   | 31 مايو 2025 | 31 مايو 2026   |

ابتداءً من عام 2020، أصدر بنك الدنمارك الوطني نسخة جديدة من الورقة النقدية بقيمة 500 كرونة مع ميزات أمنية محدثة، وهي الأولى في سلسلة 2009A. ومن المقرر أن تدخل الإصدارات المحدثة من الأوراق النقدية فئة 50، و100، و200 كرونة للتداول في الفترة 2024-2025. 

### سلسلة 2028
ومن المقرر إصدار السلسلة التالية من الأوراق النقدية في عام 2028 ولن تحتوي على ورقة نقدية بقيمة 1000 كرونة، والتي لن تكون عملة قانونية اعتبارًا من 31 مايو 2025، حيث ستُسحب تلك الورقة النقدية من أجل مكافحة غسيل الأموال ومنعه.  ستُتداول الأوراق النقدية من السلسلة الجديدة وسلسلة 2009 معًا لفترة من الوقت وفي النهاية ستكون السلسلة الجديدة فقط من الأوراق النقدية هي العملة القانونية.  بدأت عملية التصميم في ربيع عام 2024، ومن المقرر الانتهاء منها في أوائل عام 2026.  

## أسعار الصرف

تكلفة اليورو الواحد بالكرونة الدنماركية (منذ عام 1999)

## سعر الصرف DKK الحالي
| من Yahoo! Finance: | AUD CAD CHF EUR GBP HKD JPY USD NOK SEK |
| من XE.com:         | AUD CAD CHF EUR GBP HKD JPY USD NOK SEK |
| من Investing.com:  | AUD CAD CHF EUR GBP HKD JPY USD NOK SEK |
| منOANDA.com:       | AUD CAD CHF EUR GBP HKD JPY USD NOK SEK |